# Duzon
Der Duzon ist ein Fluss in Frankreich, der im Département Ardèche in der Region Auvergne-Rhône-Alpes verläuft. Er entspringt an der Gemeindegrenze von Boffres und Vernoux-en-Vivarais, entwässert in vielen Flussschleifen generell Richtung Nordost bis Nord, passiert in seinem Mündungsabschnitt die enge Schlucht Cuves du Duzon mit pittoresken Felsformationen und mündet nach rund 32 Kilometern beim Weiler Pont de Duzon, im Gemeindegebiet von Saint-Barthélemy-le-Plain, jedoch hart an der Grenze zur Nachbargemeinde Tournon-sur-Rhône, als rechter Nebenfluss in den Doux. Die Straße ins Doux-Tal überspannt die Mündung des Duzon mit einem Viadukt von acht Brückenbögen von 50 Metern Höhe, erbaut in den 1870er Jahren.

## Orte am Fluss
- Boffres
- Alboussière
- Saint-Sylvestre
- Pont de Duzon, Gemeinde Saint-Barthélemy-le-Plain

## Sehenswürdigkeiten
- Klammschlucht Cuves du Duzon
- Viadukt Pont de Duzon